# Szuhogy
Szuhogy ist eine ungarische Gemeinde im Kreis Edelény im Komitat Borsod-Abaúj-Zemplén.

## Geografische Lage
Szuhogy liegt in Nordungarn, 32,5 Kilometer nordwestlich des Komitatssitzes Miskolc und 11 Kilometer nordwestlich der Kreisstadt Edelény. Nachbargemeinden sind Alsótelekes, Felsőtelekes, Rudabánya und Szendrő.

## Sehenswürdigkeiten

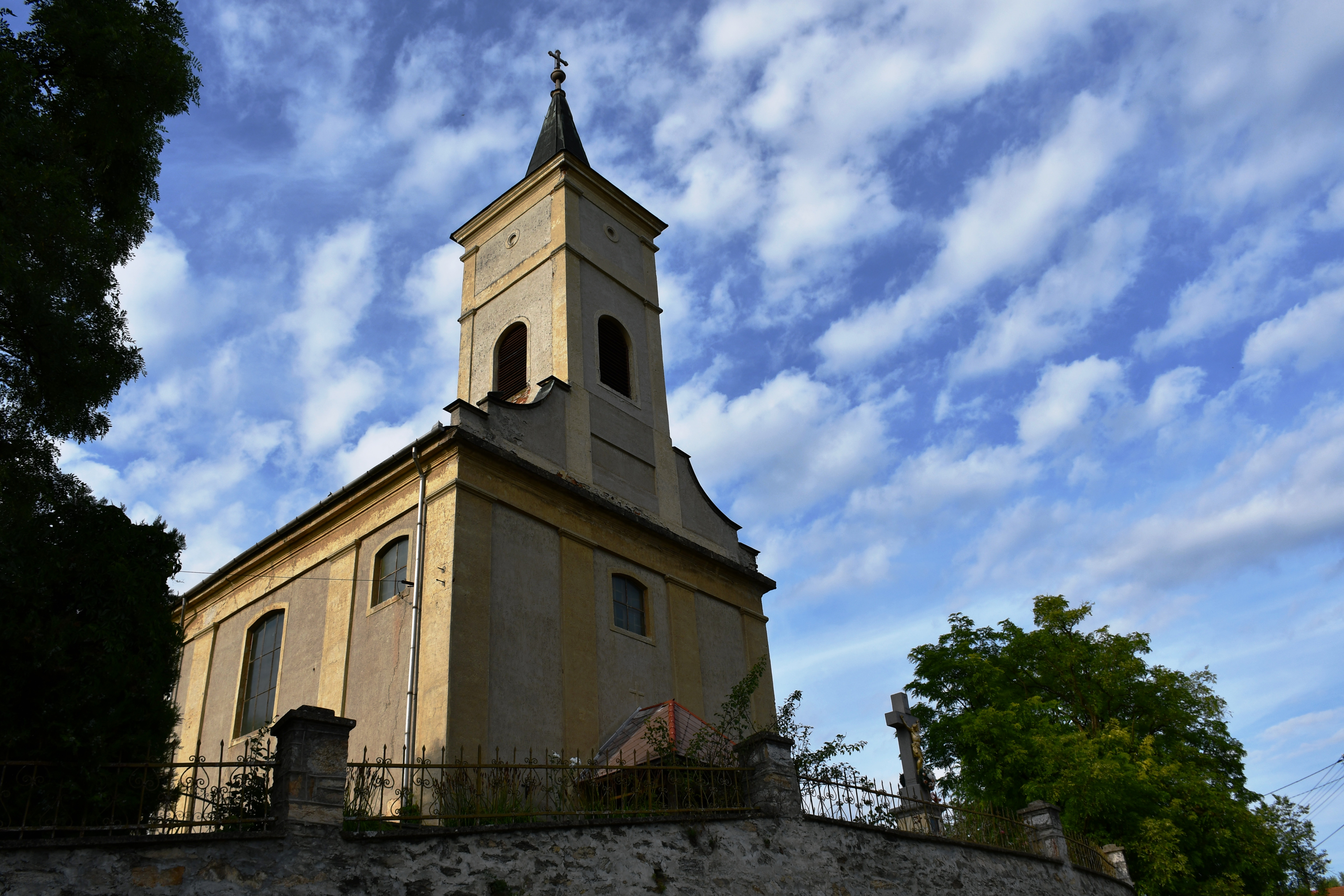
Reformierte Kirche
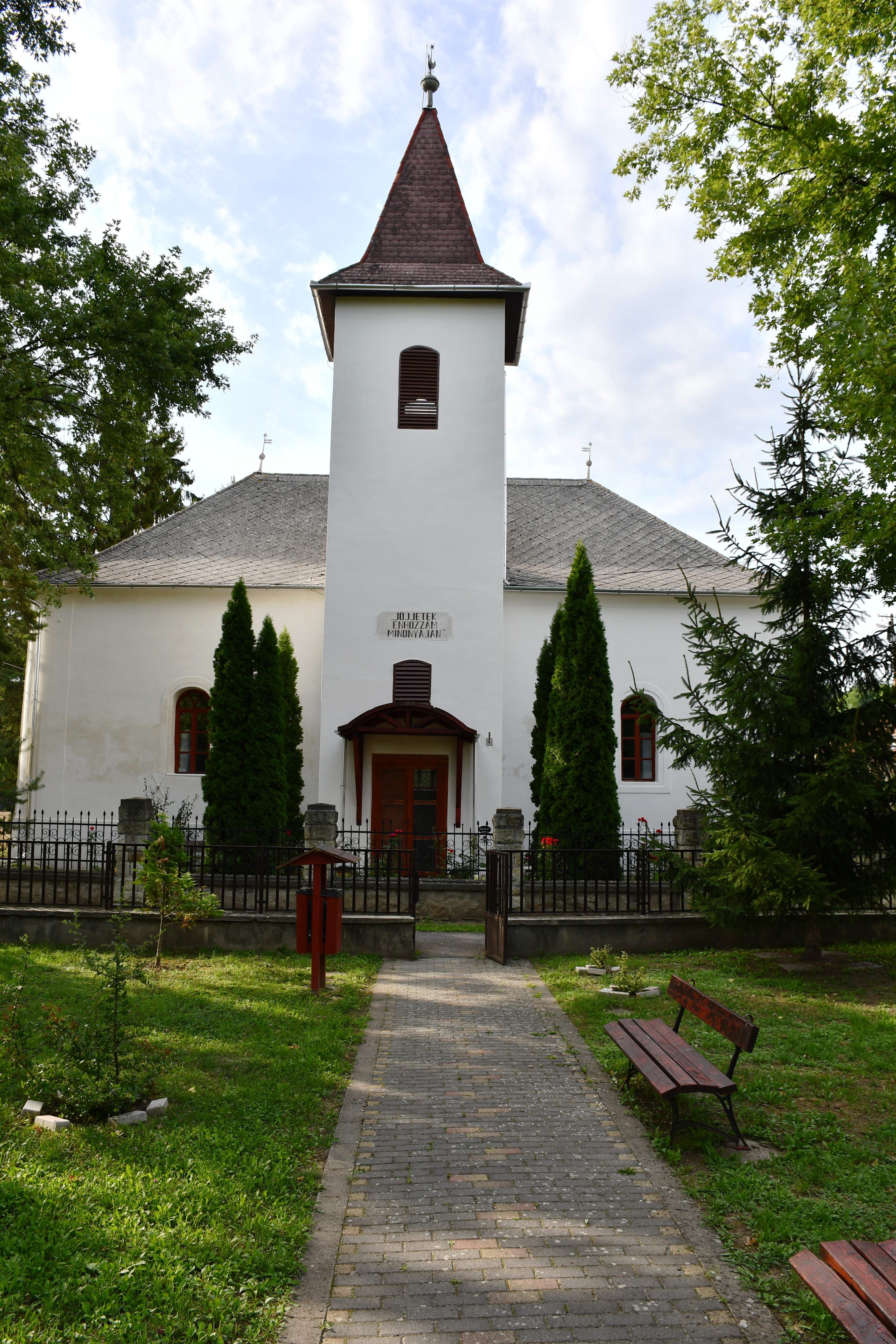
Römisch-katholische Kirche Szentháromság
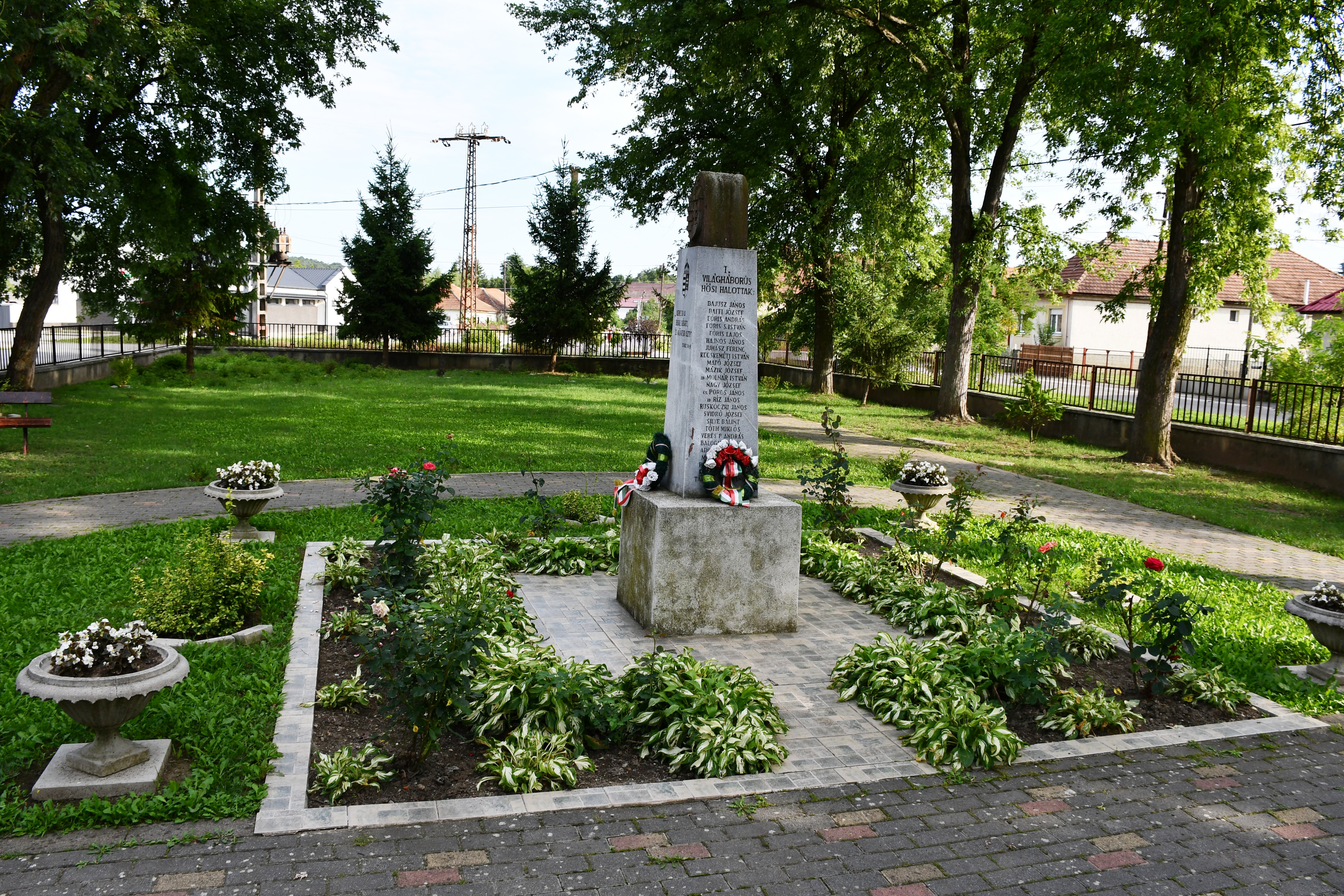
Weltkriegsdenkmal

- Römisch-katholische Kirche Szentháromság
- Reformierte Kirche
- Weltkriegsdenkmal

## Verkehr
In Szuhogy treffen die Landstraßen Nr. 2607 und Nr. 2611 aufeinander. Es bestehen Busverbindungen nach Rudabánya und Szendrő, wo sich der nächstgelegene Bahnhof befindet.